# Кухар Ірина Дмитрівна
Кухар Ірина Дмитрівна (19 жовтня 1978, с. Мар'янівка, Здолбунівського району Рівненська область) — майстер народного мистецтва художнього плетіння з рослинних матеріалів.

## Життєпис
Закінчила Копитківську загально-освітню школу (1995); отримала спеціальність «кравець-вишивальниця» у ПТУ м. Острог Рівненської обл. (1998); закінчила курси «Виробник художніх виробів із лози» (1999). Працювала флористом (2001—2006).
Із 2001 постійна учасниця всеукраїнських, обласних, міських, виставок народних умільців на фольклорних фестивалях, народознавчих святах. Із 2005 бере участь у мистецькому проекті «Музейні гостини» у Рівному. У 2007 презентувала роботи у Національному музеї народної архітектури та побуту (м. Київ).
Організувала персональні виставки: «Козацький дух — дух вічної стихії» (2010), виставка творчих робіт (2017) м. Здолбунів.
Проводить майстер-класи в багатьох містах України та рівненських школах, ліцеях, бібліотеках, притулках для дітей-сиріт.
Нагороджена подяками та дипломами за вагомий особистий внесок у розвиток української національної культури, популяризацію народних промислів і декоративно-ужиткового мистецтва, активну участь у фестивалях, конкурсах, виставках-ярмарках.
Представник Рівненської області та міста Рівне у фестивалях та конкурсах від Рівненського обласного центру народної творчості.
Роботи майстрині знаходяться у приватних колекціях на території України, Канади, Ізраїлю, Росії, Польщі.

## Галерея

Ангел (Ірина Кухар)Ангел (Ірина Кухар)
Квітка прикраса (Ірина Кухар)Квітка прикраса (Ірина Кухар)
Постоли (Ірина Кухар)Постоли (Ірина Кухар)